# 언양천
언양천(彦陽川)은 울산광역시 울주군 상북면에서 발원하여 울산광역시 울주군 언양읍 어음리의 태화강으로 흘러드는 강이다. 지류로는 직동천 등이 있다.《언양읍지》에서는 감천(坎川)이라는 이름으로 기록되어 있다.2009년 11월 21일에 에쓰오일 울산공장 사회봉사단(당시 단장 신동열)은 반천교 아래의 이 강에서 멸종위기에 있는 천연기념물(제330호) 수달 보호를 위한 먹이주기 행사를 가졌다. 2010년 5월 19일에 연어 회귀길 조성을 위해 이 강 합류지점부터 삼호교까지 태화강의 중 · 상류 지역에 설치된 입암보, 사연2낙차공, 구수낙차공, 대천아랫보 등 4개의 지장물을 철거하였다.